# Komorniki (Garbacz)
Komorniki – część wsi Garbacz w Polsce, położona w województwie świętokrzyskim, w powiecie ostrowieckim, w gminie Waśniów.
W latach 1975–1998 Komorniki administracyjnie należały do województwa kieleckiego.